# Кароліна Нассау-Саарбрюкенська
Кароліна Нассау-Саарбрюкенська (нім. Karoline von Nassau-Saarbrücken; 12 серпня 1704 — 25 березня 1774) — представниця Нассауського роду, дружина герцога Цвайбрюкенського Крістіана III, регентка Цвайбрюкенського герцогства у 1735—1740 роках.

## Біографія
Кароліна народилась 12 серпня 1704 року в Саарбрюкені. Вона була четвертою донькою в родині графа Людвіга Крафта Нассау-Саарбрюкенського та Філіпіни Генрієтти Гогенлое-Лангенбурзької.
У 15-річному віці була видана заміж за 44-річного герцога та пфальцграфа Цвайбрюкен-Біркенфельду Крістіана III. Весілля відбулося 21 вересня 1719. У подружжя народилося четверо дітей
Крістіан пішов з життя у лютому 1735. Правителем країни став старший син Крістіан. За дозволом імператора Карла VI Кароліна до його повноліття була регентом.
З 1744 до 1774 жила у замку Бергцаберн. Померла 25 березня 1774 року в Дармштадті. Була похована у крипті місцевої церкви.

## Родина

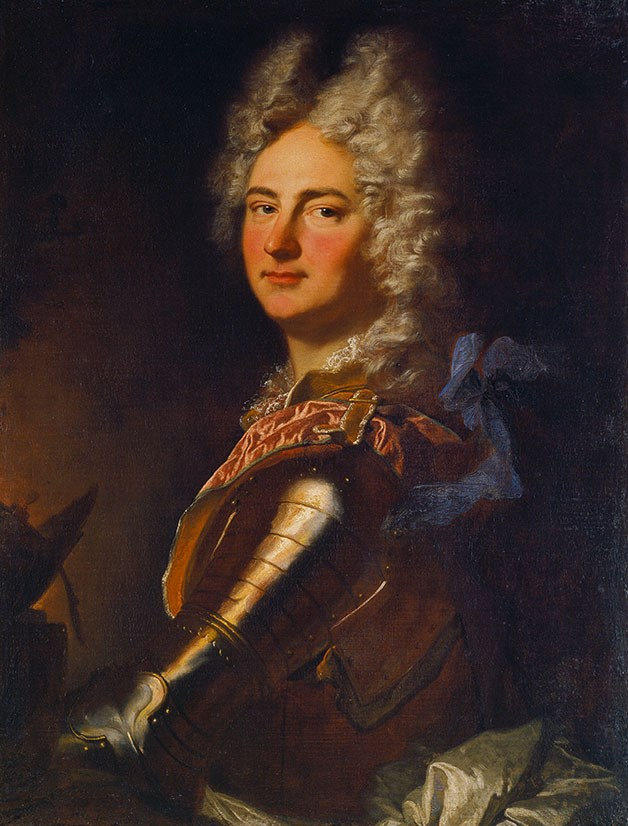
Портрет Крістіана III

Чоловік — Крістіан III, герцог Цвайбрюкенський
Діти:
- Кароліна (1721—1774) — дружина ландграфа Гессен-Дармштадтського Людвіга IX, мала восьмеро дітей;
- Крістіан (1722—1775) — герцог і пфальцграф Цвайбрюкен-Біркенфельдський у 1717—1731, згодом — герцог і пфальцграф Цвайбрюкена, граф Раппольштайн, узяв морганатичний шлюб із танцівницею Маріанною Камассе, мав шістьох дітей;
- Фрідріх Міхаель (1724—1767) — пфальцграф Цвайбрюкен-Біркенфельд-Бішвайлер у 1735—1767 роках, граф Раппольштайн, був одружений із Марією Францискою Зульцбаською, мав п'ятьох дітей;
- Крістіана Генрієтта (1725—1816) — дружина князя цу Вальдек-Пірмонт Карла Августа, мала восьмеро дітей.